# Dente Italiano
Il Dente Italiano (in tedesco Italienische Platte) (2220 m) è una delle creste dell'acrocoro sommitale del Pasubio, nelle Prealpi Vicentine.
Situato sulla linea delle creste fra la conca del Cosmagnon e l'Alpe del Pasubio, a sud la selletta Damaggio lo separa da Cima Palon, a nord la selletta dei Denti, per gli austro-ungarici Eselsrücken ovvero schiena di asino, lo separa dal Dente Austriaco.

## Storia
Venne così chiamato durante la prima guerra mondiale, in quanto rappresentava la prima linea nella parte più alta del massiccio; mentre dalla parte austro-ungarica c'era il Dente Austriaco.

### Le vicende belliche
Il Dente Italiano, all'inizio della Prima guerra mondiale, diventò fin dai primi giorni un punto di forza del Regio Esercito sul Pasubio, occupato nell'iniziale ritirata austriaca per fortificare le linee di difesa. Tuttavia, durante la Strafexpedition, l'esercito asburgico avanzò fino ad insidiare la stessa Cima Palon, assestandosi all'inizio dell'estate 1916 sulla linea fra i Denti.
La battaglia del 2 luglio 1916 vide il tenente Salvatore Damaggio fermare l'avanzata nemica sulla selletta fra Dente e Cima Palon, da cui il nome della selletta stessa. Durante la guerra di mine, il Dente Italiano fu scavato non solo per offrire postazioni di fuoco e ricoveri per l'esercito italiano, ma anche nel tentativo di insinuarsi sotto le postazioni nemiche del Dente Austriaco con lo scopo di farle saltare con dell'esplosivo. Spesso però le gallerie del Dente Italiano sono gallerie di "contromina", scavate in maniera disordinata, senza un preciso progetto, ma seguendo i rumori degli scavi dei nemici nel tentativo di fermarli. Assumono perciò un andamento tortuoso.
Dal 29 settembre 1917 al 13 marzo 1918 vennero fatte brillare in totale dieci mine, cinque dagli italiani e altrettante dagli austro-ungarici, senza ottenere quasi mai i risultati desiderati:
| N. | Data              | Origine              | Carica esplosiva | Note | Vittime                               |
| -- | ----------------- | -------------------- | ---------------- | --- | ------------------------------------- |
| 1  | 29 settembre 1917 | mina austro-ungarica | 500 kg           | mina di schiacciamento | 30 italiani[N 1]                      |
| 2  | 1 ottobre 1917    | mina italiana        | 16.000 kg        | provocò un cratere di 40 m di diametro e 10 m di profondità nella selletta dei Denti                                                        | 12 austro-ungarici                    |
| 3  | 22 ottobre 1917   | mina italiana        | 1000 kg          | mina di schiacciamento | 0                                     |
| 4  | 24 dicembre 1917  | mina austro-ungarica | 6.400 kg         | mina sotto lo spuntone nord del Dente Italiano                                                                                              | 50 italiani                           |
| 5  | 21 gennaio 1918   | mina italiana        | 600 kg           | mina di schiacciamento | 0                                     |
| 6  | 2 febbraio 1918   | mina austro-ungarica | 3.800 kg         | provocò seri danni al sistema sotterraneo italiano                                                                                          | non noti                              |
| 7  | 13 febbraio 1918  | mina italiana        | non nota         | provocò involontariamente l'esplosione di una seconda mina italiana                                                                         | 6 austro-ungarici e 2 italiani        |
| 8  | 24 febbraio 1918  | mina austro-ungarica | non nota         | mina di schiacciamento | 0                                     |
| 9  | 5 marzo 1918      | mina italiana        | non nota         | mina di schiacciamento, provocata dagli austro-ungarici per poter caricare in tranquillità le due camere di scoppio della mina del 13 marzo | 0                                     |
| 10 | 13 marzo 1918     | mina austro-ungarica | 50.000 Kg        | provocò il crollo della parte settentrionale del Dente Italiano                                                                             | 40 italiani ed alcuni austro-ungarici |
La mina austro-ungarica che scoppiò alle 4:30 del mattino del 13 marzo 1918 con i suoi 50.000 kg di esplosivo, caricati in due camere di scoppio sotto il Dente Italiano, fu la mina più grande e causò il crollo della parte settentrionale del Dente Italiano, ancora oggi nettamente visibile. Solo per il caricamento delle due camere furono necessari 7 giorni.
La mina degli austro-ungarici anticipò di poco una mina italiana che doveva essere fatta scoppiare quella mattina stessa. Per questo motivo una buona parte del presidio italiano aveva già abbandonato il Dente quando esplose la mina austro-ungarica e il numero delle vittime fu ridotto. Le esplosioni di gas durarono ore; fino alle 11 di mattino furono contate 30 esplosioni che in parte coinvolsero anche il Dente Austriaco, mietendo alcune vittime anche tra gli austro-ungarici.
In seguito alla mina del 13 marzo il terreno sotto la selletta dei Denti divenne così instabile da non permettere ulteriori scavi, terminando in questo modo la guerra di mine che interessò il Dente Italiano ed Austriaco. Il numero esatto delle vittime della guerra di mine sui Denti varia nella letteratura. Le cifre furono varie volte ridimensionate e sono ben diverse da quelle pubblicate negli anni immediatamente dopo la guerra che parlavano di centinaia e centinaia di vittime. Le gallerie del Dente Italiano sono oggi in parte crollate, ma accessibili con la dovuta prudenza nella loro parte iniziale. Vi è inoltre la Galleria Papa che permetteva un collegamento al coperto con la vicina Cima Palon. Nel 1922 il Dente Italiano fu proclamato tramite regio decreto Zona sacra, insieme ad altre zone del Pasubio.
Per il centenario della Grande Guerra sono stati recuperati alcuni manufatti e gallerie del Dente Italiano e installati vari cartelli informativi. Durante questi lavori fu ripristinato anche il camminamento Ghersi, intitolato al generale Giovanni Ghersi, da luglio 1917 successore del generale Papa nel comando del settore Pasubio. Il camminamento Ghersi collegava la selletta Damaggio con il cosiddetto costone delle Bombarde e la sottostante selletta del Comando nei pressi dell'Arco Romano.

## Galleria d'immagini

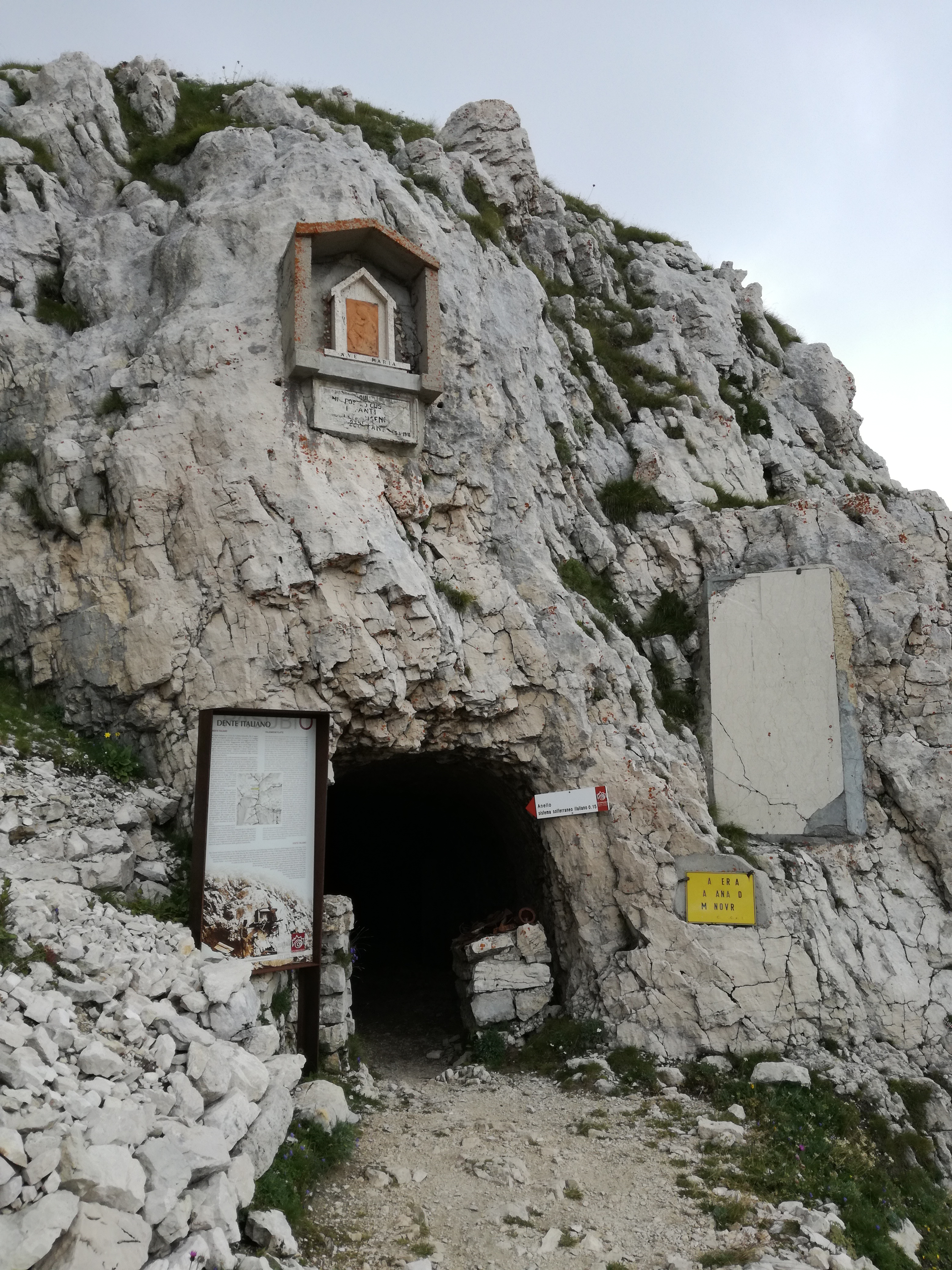
Entrata al sistema sotterraneo del Dente Italiano
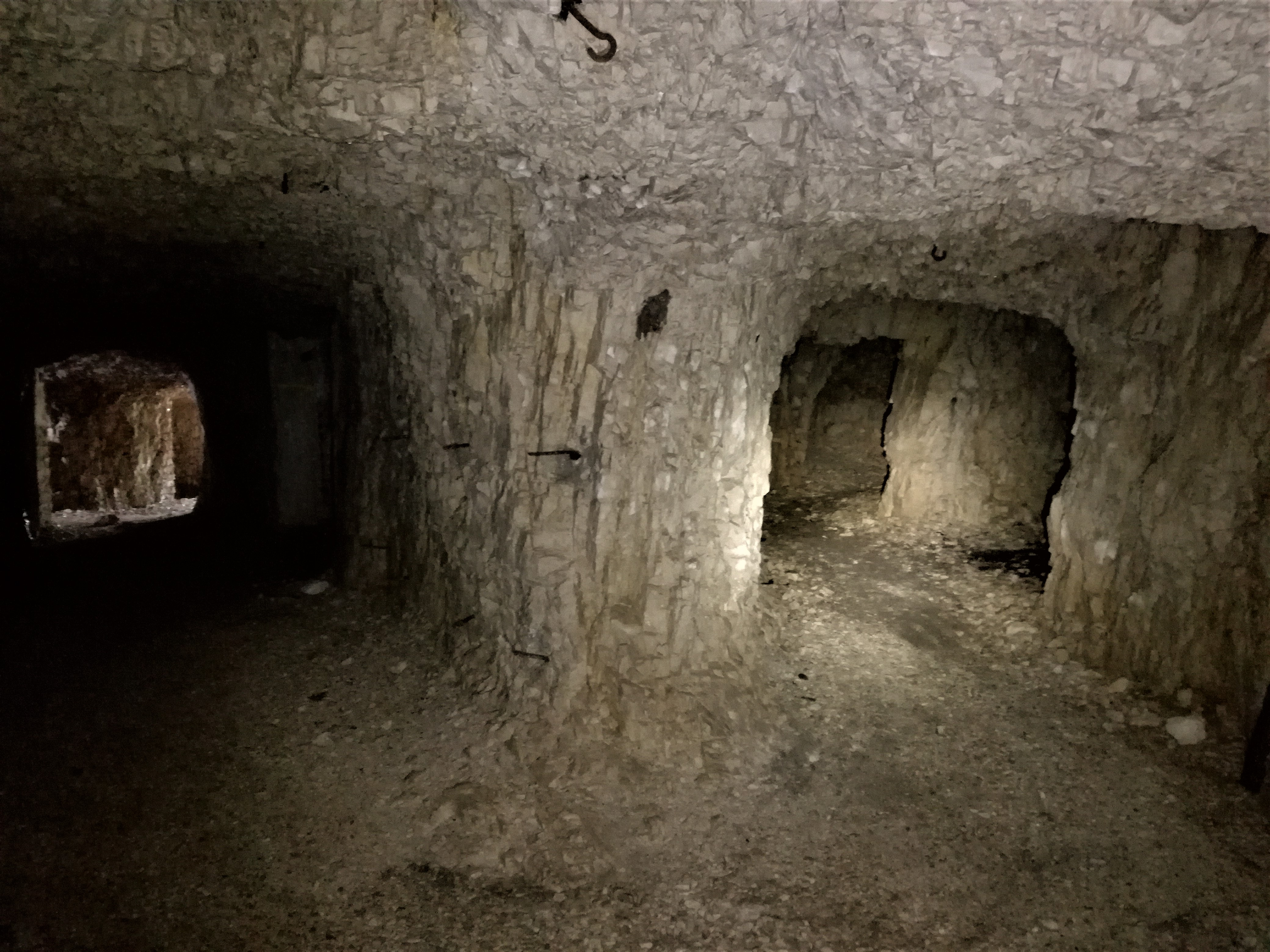
Galleria alta del Dente Italiano
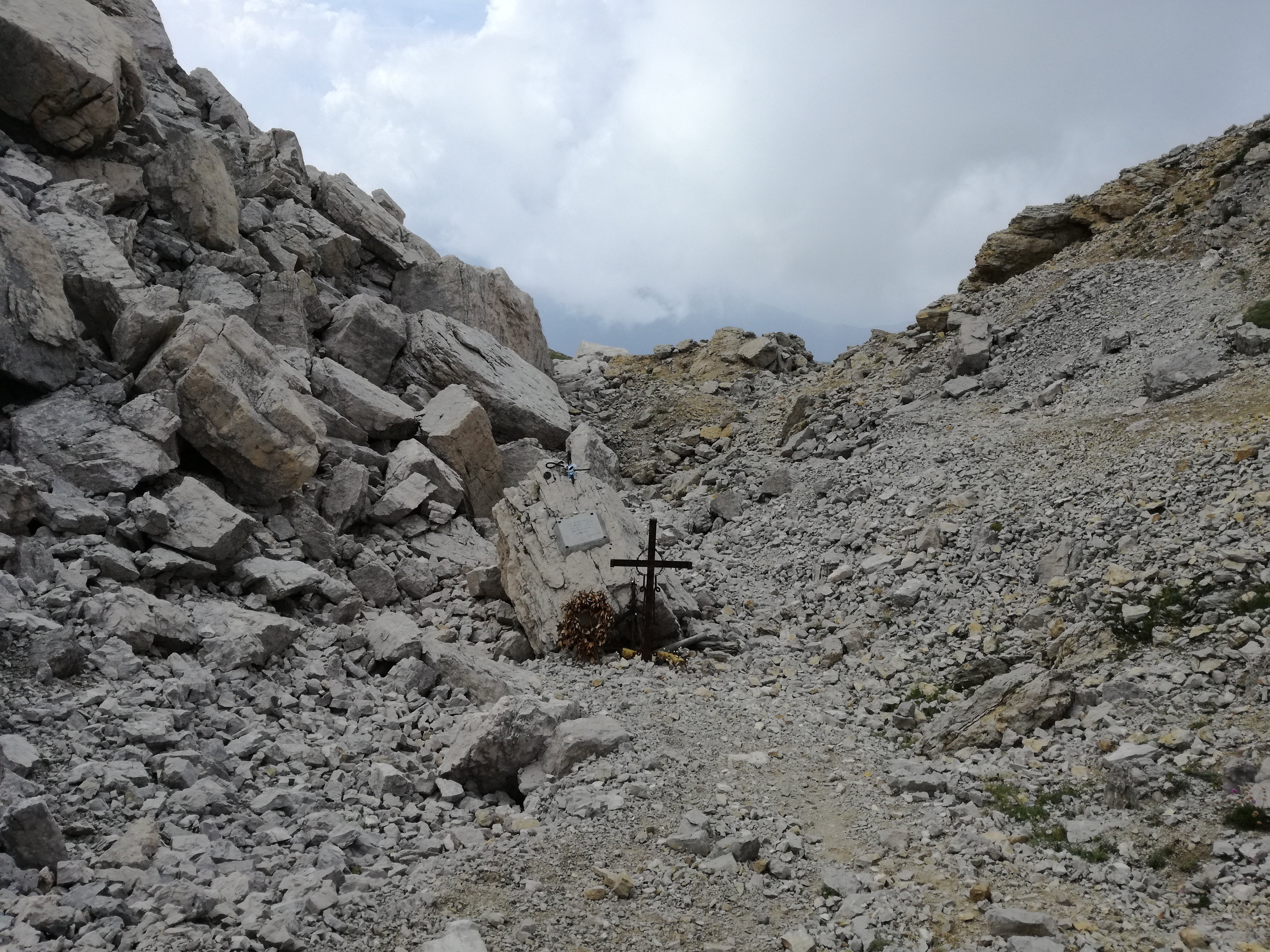
Cratere di mina nella selletta dei Denti
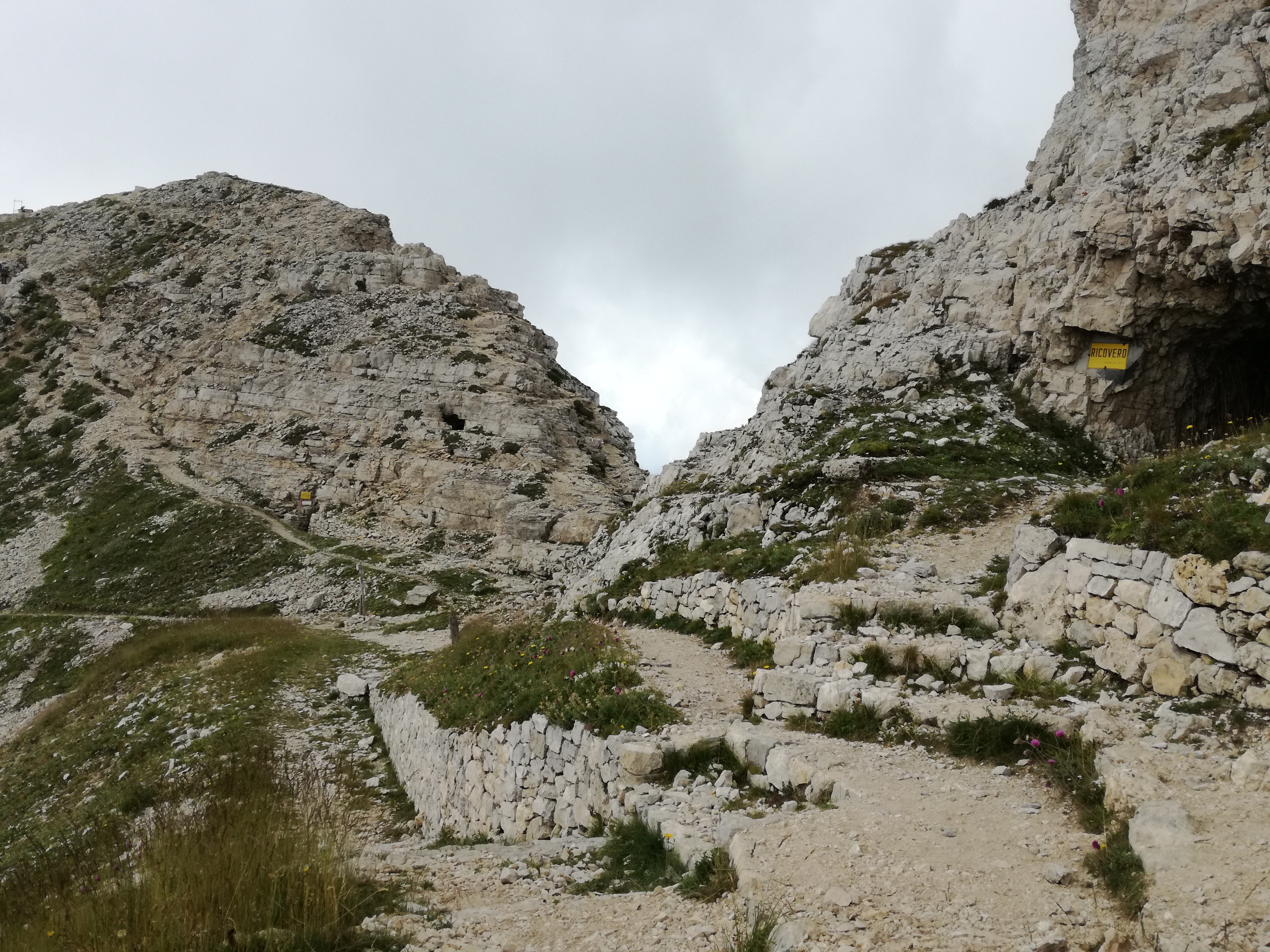
La selletta Damaggio con Cima Palon dal Dente Italiano
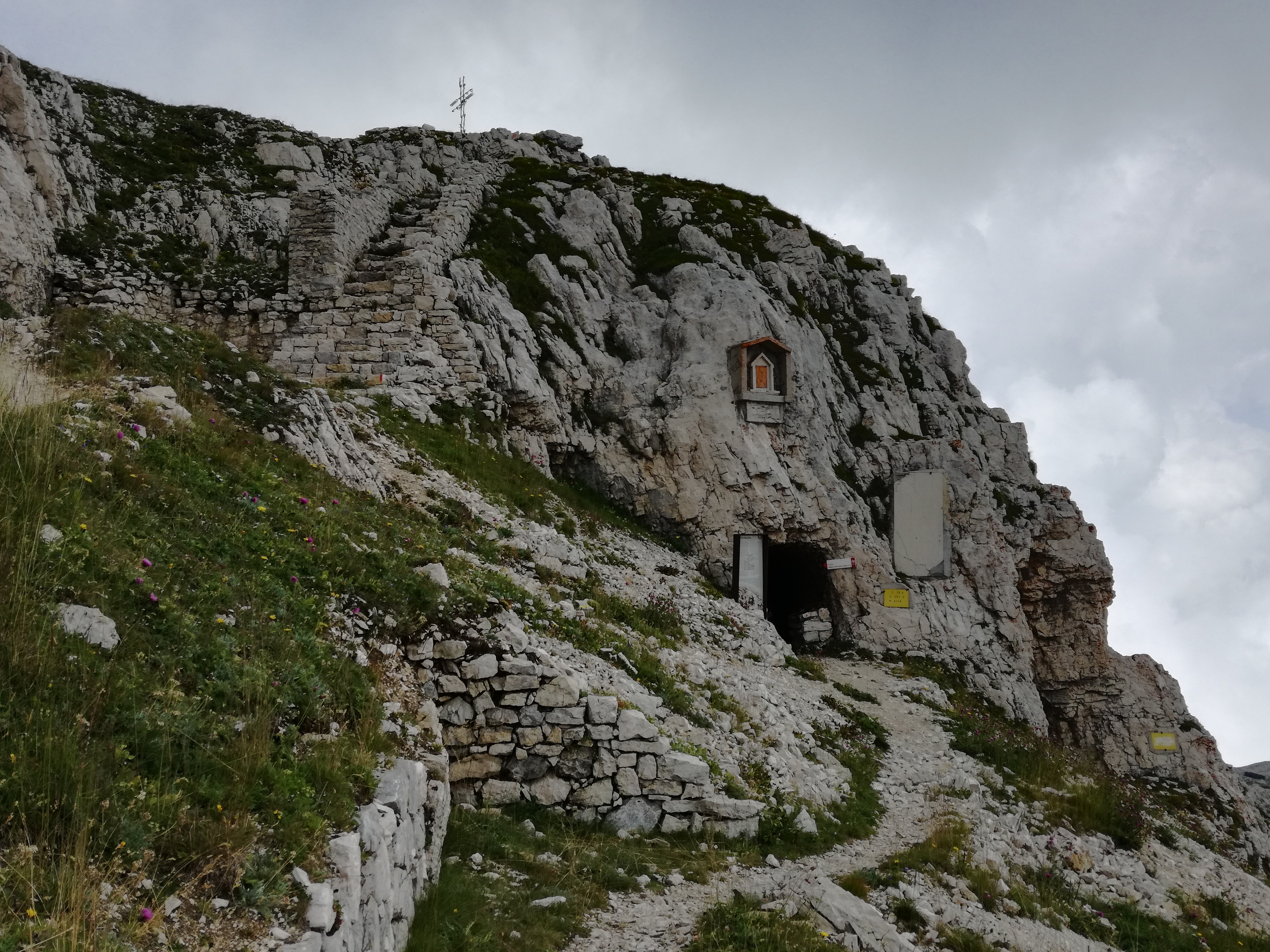
Dente Italiano lato meridionale
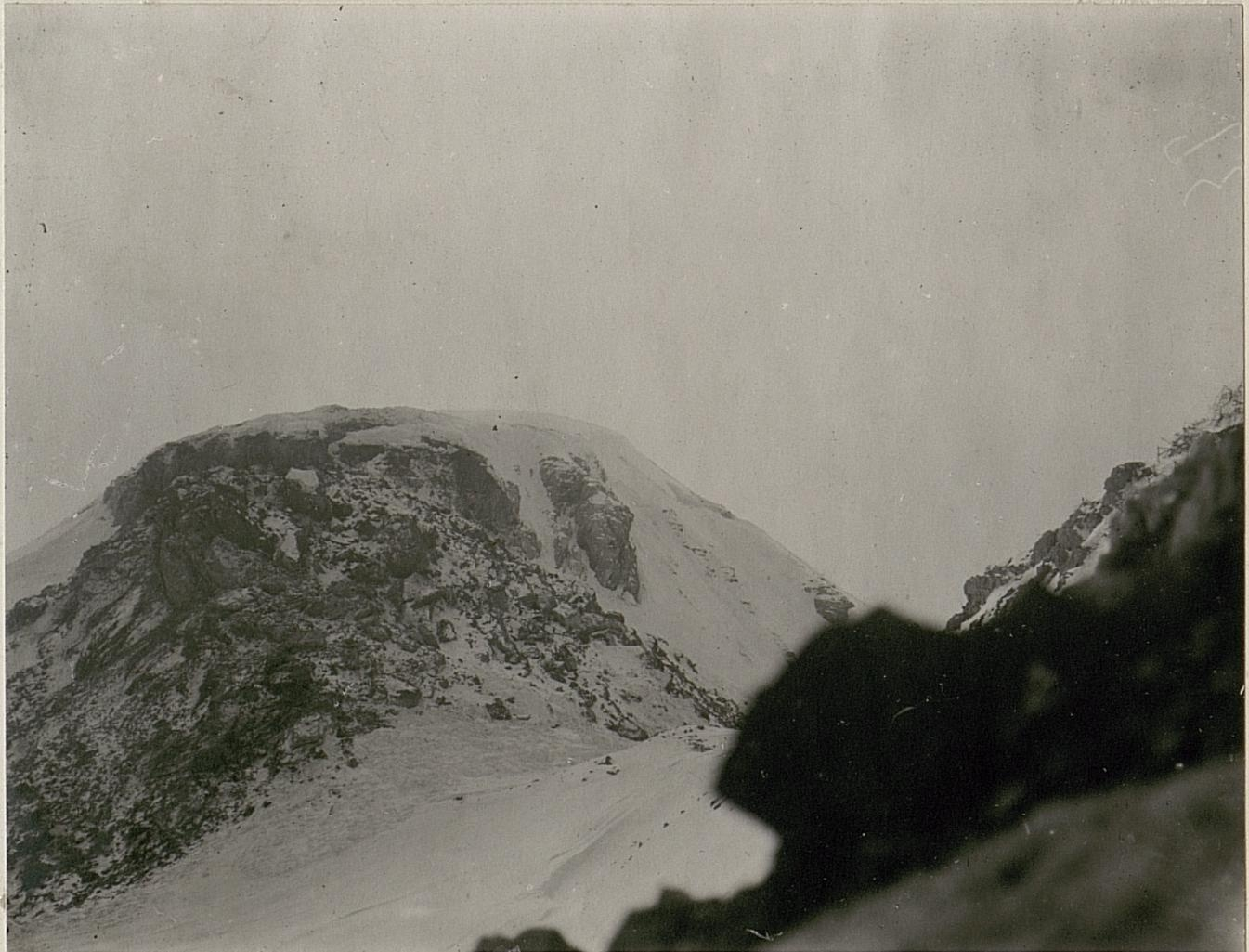
Immagine d'epoca del Dente Italiano scattata dal Dente Austriaco dopo la grande mina del 13 marzo 1918
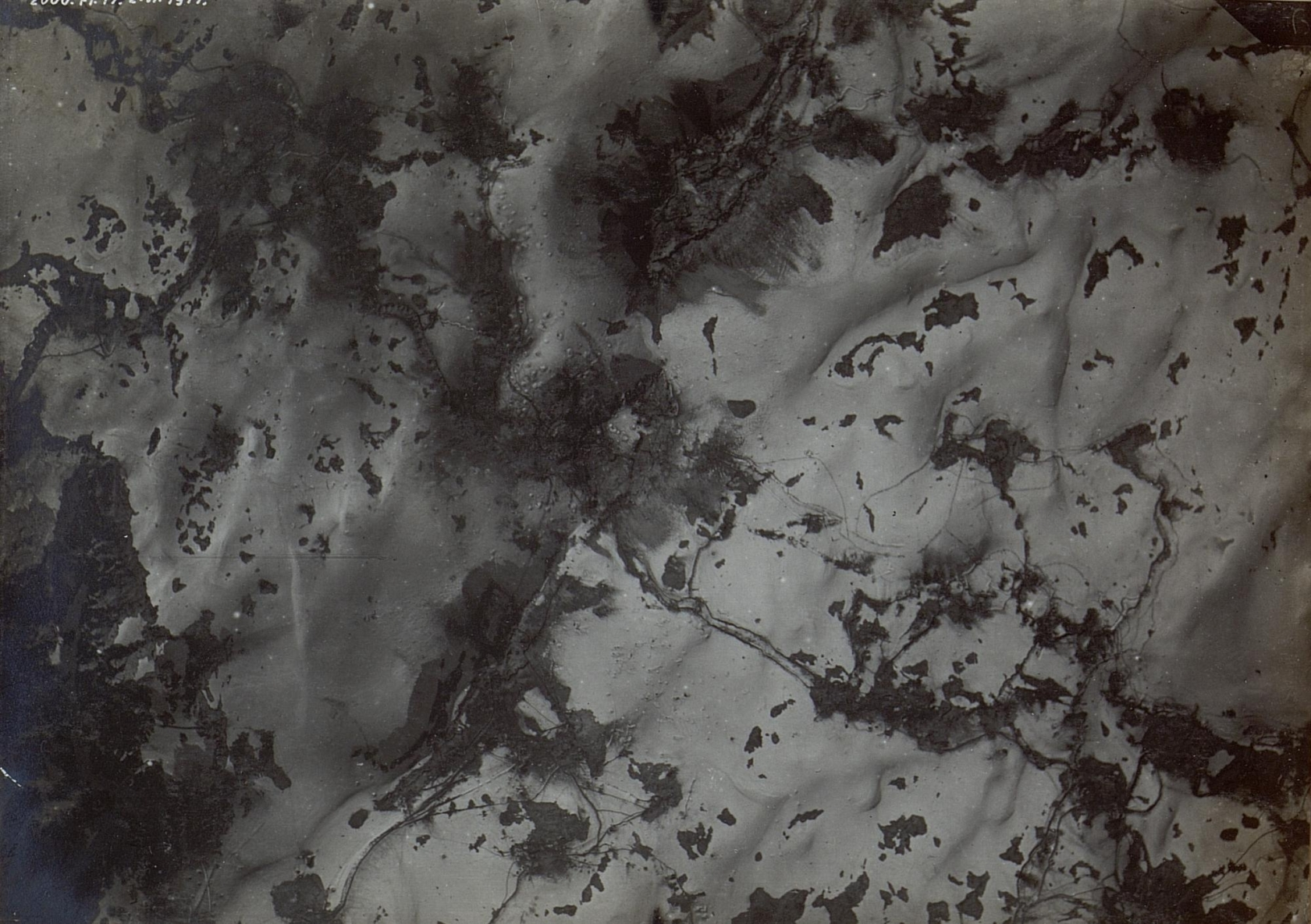
Foto da ricognizione aerea austro-ungarica della zona Cima Palon, Dente Italiano e Dente Austriaco (inverno 1917/18)

### Bibliografiche
1. ↑  Pieropan, pp. 58-60.
2. ↑   Pasubio - Dente Austriaco, su www.montagnando.it. URL consultato il 19 giugno 2023.
3. ↑  Striffler, pp. 45-46.
4. ↑  Brunner, p. 455.
5. ↑  Trainello, pp. 225-226.
6. ↑  Pieropan, p. 104.
7. ↑  Brunner, p. 451.
8. ↑  Brunner, p. 452.
9. ↑  Striffler, p. 43.
10. ↑  Pieropan, p. 105.
11. ↑   La zona Sacra del Pasubio, su museialtovicentino.it. URL consultato il 28 agosto 2018.
12. ↑   Monte Pasubio, su trentinograndeguerra.it. URL consultato il 28 agosto 2018.
13. ↑   Pasubio, camminamento gen. Ghersi e selletta del comando, su trentinograndeguerra.it. URL consultato il 28 agosto 2018.

### Esplicative
1. ↑  Tra le vittime vi fu anche il capitano del genio Leopoldo Motti, ideatore della Strada delle 52 gallerie.